# Маунт-Ейрі (Меріленд)
Маунт-Ейрі (англ. Mount Airy) — місто (англ. town) в США, в округах Фредерік і Керролл штату Меріленд. Населення — 9654 особи (2020).

## Географія
Маунт-Ейрі розташований за координатами 39°22′28″ пн. ш. 77°9′12″ зх. д. / 39.37444° пн. ш. 77.15333° зх. д. (39.374420, -77.153455).  За даними Бюро перепису населення США в 2010 році місто мало площу 10,70 км², з яких 10,67 км² — суходіл та 0,03 км² — водойми.

### Клімат
| Клімат : Маунт-Ейрі          | Клімат : Маунт-Ейрі | Клімат : Маунт-Ейрі | Клімат : Маунт-Ейрі | Клімат : Маунт-Ейрі | Клімат : Маунт-Ейрі | Клімат : Маунт-Ейрі | Клімат : Маунт-Ейрі | Клімат : Маунт-Ейрі | Клімат : Маунт-Ейрі | Клімат : Маунт-Ейрі | Клімат : Маунт-Ейрі | Клімат : Маунт-Ейрі | Клімат : Маунт-Ейрі |
| Показник                     | Січ.                | Лют.                | Бер.                | Квіт.               | Трав.               | Черв.               | Лип.                | Серп.               | Вер.                | Жовт.               | Лист.               | Груд.               | Рік                 |
| Абсолютний максимум, °C      | 25,0                | 26,1                | 29,4                | 33,9                | 35,6                | 37,8                | 39,4                | 39,4                | 39,4                | 33,3                | 28,3                | 25,6                | 39,4                |
| Середній максимум, °C        | 4,4                 | 6,7                 | 12,2                | 18,3                | 23,3                | 28,3                | 30,6                | 29,4                | 25,6                | 19,4                | 12,8                | 6,7                 | 18,2                |
| Середній мінімум, °C         | −6,7                | −5,6                | −1,1                | 3,3                 | 8,9                 | 13,9                | 16,7                | 15,6                | 11,7                | 5,0                 | 0,0                 | −3,9                | 4,8                 |
| Абсолютний мінімум, °C       | −30                 | −28,9               | −22,8               | −9,4                | −3,9                | 0,6                 | 3,9                 | 1,7                 | −3,3                | −10                 | −15                 | −24,4               | −30                 |
| Норма опадів, мм             | 86                  | 67                  | 92                  | 86                  | 106                 | 109                 | 90                  | 82                  | 98                  | 89                  | 92                  | 81                  | 1077                |
| ---------------------------- | ------------------- | ------------------- | ------------------- | ------------------- | ------------------- | ------------------- | ------------------- | ------------------- | ------------------- | ------------------- | ------------------- | ------------------- | ------------------- |
| Джерело: The Weather Channel |                     |                     |                     |                     |                     |                     |                     |                     |                     |                     |                     |                     |                     |

## Демографія
Згідно з переписом 2010 року, у місті мешкало 9288 осіб у 3107 домогосподарствах у складі 2453 родин. Густота населення становила 868 осіб/км².  Було 3225 помешкань (301/км²).
Расовий склад населення:
| - 92,1 % — білих - 2,4 % — чорних або афроамериканців - 2,2 % — азіатів - 0,2 % — корінних американців |

До двох чи більше рас належало 2,1 %. Частка іспаномовних становила 4,7 % від усіх жителів.
За віковим діапазоном населення розподілялося таким чином: 32,0 % — особи молодші 18 років, 59,7 % — особи у віці 18—64 років, 8,3 % — особи у віці 65 років та старші. Медіана віку мешканця становила 36,1 року. На 100 осіб жіночої статі у місті припадало 94,0 чоловіків;  на 100 жінок у віці від 18 років та старших — 89,5 чоловіків також старших 18 років.
Середній дохід на одне домашнє господарство  становив 114 991 долар США (медіана — 105 483), а середній дохід на одну сім'ю — 132 041 долар (медіана — 125 000). Медіана доходів становила 81 500 доларів для чоловіків та 54 122 долари для жінок. За межею бідності перебувало 2,7 % осіб, у тому числі 3,8 % дітей у віці до 18 років та 1,1 % осіб у віці 65 років та старших.
Цивільне працевлаштоване населення становило 4977 осіб. Основні галузі зайнятості: освіта, охорона здоров'я та соціальна допомога — 23,9 %, науковці, спеціалісти, менеджери — 14,8 %, роздрібна торгівля — 10,1 %, публічна адміністрація — 9,0 %.